# Костянтинівка (Пологівський район)
Костянти́нівка — село в Україні, у Пологівському районі Запорізької області. Населення становить 372 осіб. До 2020 орган місцевого самоврядування - Костянтинівська сільська рада.

## Географія
Село Костянтинівка знаходиться на відстані 1,5 км від села Чумацьке. У селі бере початок річка Балка Білоглинська . Поруч проходить автомобільна дорога Т 0401.

## Історія
- 1790 — дата заснування.
- 12 червня 2020 року, відповідно до розпорядження Кабінету Міністрів України № 713-р «Про визначення адміністративних центрів та затвердження територій територіальних громад Запорізької області», увійшло до складу Пологівської міської громади[2].
- 19 липня 2020 року, в результаті адміністративно-територіальної реформи та ліквідації  Пологівського(1923-2020) району увійшло до складу новоутвореного Пологівського району[3].

## Населення

### Мова
Розподіл населення за рідною мовою за даними перепису 2001 року:
| Мова       | Кількість | Відсоток |
| ---------- | --------- | -------- |
| українська | 346       | 93.01%   |
| російська  | 26        | 6.99%    |
| Усього     | 372       | 100%     |

## Економіка
- «Комунар», агрофірма, ТОВ.

## Об'єкти соціальної сфери
- Школа.

## Герб Костянтинівської сільської ради
На синій главі герба — три срібних соколи, що летять вперед. На зеленому полі — коло з колосків, що нагадують сонячні промені, у центрі — соняшник. Герб увінчаний короною з п'яти колосків.
Сокіл — то символ краси, рішучості, відваги. Рух сокола вперед — вміння перемагати, досягати своєї мети. Соняшник — то знак Господньої любові, символ родючості, єдності, достатку, зерно –то символ оновлення життя, воскресіння та родючості. Колоски, зібрані разом — сила, згуртованість. Основні кольори: зелений — колір зросту, відродження життя, синій — вірність, наполегливість, білий — світло, чистота, золотий — могутність, багатство, процвітання, срібний — благородство, щирість.